# 릭 디아스
릭 디아스(영어: Rick Dias, 일본어: リック・ディアス)는 《건담 시리즈》에 등장하는 모빌 슈트(MS)로 분류되는 가공의 유인 조종식 인간형 로봇 병기이다. 1985년에 방영된 TV 애니메이션 《기동전사 Z 건담》에서 처음으로 등장했다.
작품 내에서 군사 세력 중 하나인 반지구연방조직 에우고의 양산기이다. 스폰서 기업인 애너하임 일렉트로닉스사(AE사)와 공동 개발한 기체로 구 지온 공국군의 돔, 릭 돔과 유사한 굵직한 체형이 특징이다. 경량의 고강도 신소재인 건다리움 감마 합금을 장갑 및 구조재에 채택하고 있어 외형과는 달리 고기동성을 발휘한다.

## 디제
TV판 《기동전사 Z 건담》에 등장한다. 반지구연방조직 "카라바"의 메카닉 팀이 독자적으로 개발한 기체이다.

## 같이 보기
- 기동전사 Z 건담
- 백식